# کوشک (اصفهان)
کوشک شهری از توابع بخش مرکزی شهرستان خمینی شهر در استان اصفهان ایران قرار دارد.
این شهر، در غرب شهرهای خمینی شهر و اصفهان و در شرق شهر نجف آباد واقع شده‌است.
این شهر به علت گنجایش بیش از هزار باغ به باغ شهر کوشک معروف است و در واقع نقش ریه تنفسی شهر اصفهان را در غرب این شهر ایفا می‌کند.
از سرویس ها و خدمات زیرساختی شهر کوشک می‌توان به مرکز معاینه فنی اشاره کرد که در سطح استان مطرح میباشد.

## سابقه تاریخی
پیشینهٔ تاریخی کوشک به سده‌های پیش از اسلام بازمی‌گردد. برج‌های داخلی و قبرستان تاریخی شهر که از زمان زرتشتیان آن باقی‌مانده گواه بر این مدعا است. از ابنیه تاریخی شهر کوشک می‌توان به ارگ باستانی و حمام تاریخی آن اشاره کرد. از دیگر اماکن تاریخی شهر محلهٔ پاچنار است که به زیربازارچه نیز شهرت دارد. همین‌طور آسیابی آبی در شمال غربی شهر قرار دارد که در سالیان اخیر بر اثر کم‌توجی و تبدیل مادی آب به کانال، آسیب دیده‌است. همچنین قسمتی از مسجد جامع این شهر که قدمت ۷۰۰ ساله دارد.

## آب و هوا
به لحاظ شرایط اقلیمی، کوشک از آب و هوایی مشابه اصفهان با این تفاوت که همیشه حدود ۲ الی ۳ درجه از شهر اصفهان پایین‌تر است یعنی هوای سردتری نسبت به اصفهان دارد و به دلیل نزدیکی به مرکز شهر اصفهان (۱۳ کیلومتر) و وجود باغات خوش‌منظره و هوای پاک مورد استقبال گردشگران قرار دارد.